# Kamran Diba

Musée d'art contemporain de Téhéran, Kamran Diba, 1977.

Kamran Diba (en persan کامران ديبا, né le 5 mars 1937) est un architecte iranien, résidant à Paris, en France.
Il est connu pour avoir conçu le nouveau campus de l'université de Gondichapour à Ahvaz, le musée d'art contemporain de Téhéran. et le Centre culturel Niavaran à Téhéran. Il était professeur invité à l'université Cornell, université privée de l’État de New York aux États-Unis.
Il est cousin de Farah Pahlavi, ancienne reine puis impératrice d'Iran, de 1959 au renversement de la monarchie en 1979.